# Darkening Sky
Darkening Sky es una película de thriller dirigida por Victori Bornia y es protagonizada por Rider Strong, Danica Stewart y Ezra Buzzington.

## Elenco
- Rider Strong como Eric Rainer.
- Danielle Keaton  como Beth.
- Danica Stewart como Cindy.
- Charley Rossman como Harold.
- Daniel Kirschner como Steve.
- Maitland McConnell como Karen.
- Sally Berman como Emily.
- Suzanne Ford como Dr. Connell
- Time Winters como Dr. Mack
- Maria Olsen como Lola.
- Bella DiFiore como Ruby.
- Rob King como Tim.
- Angus Hall como Gus.
- Ezra Buzzington como Hombre.

## Producción
La película fue filmada a finales del verano de 2009 y en y alrededor de Los Ángeles. La filmación terminó a finales de agosto de 2009, y la posproducción a mediados de 2010.

## Distribución
Es distribuida en todo el mundo por Maverick Entertainment Group. El DVD se hizo disponible el 1 de noviembre de 2011.